# Histoire philatélique et postale du Mali
L'histoire postale du Mali (cf. Histoire postale (Données générales))    est liée à l'histoire postale de l'Empire colonial français. Lors de son accession à l'autonomie, en 1959, le pays constitue une administration postale commune avec le Sénégal au sein de l'éphémère Fédération du Mali avant d'émettre, à la suite de la rupture de cette fédération, ses propres timbres-poste.

## Histoire postale coloniale

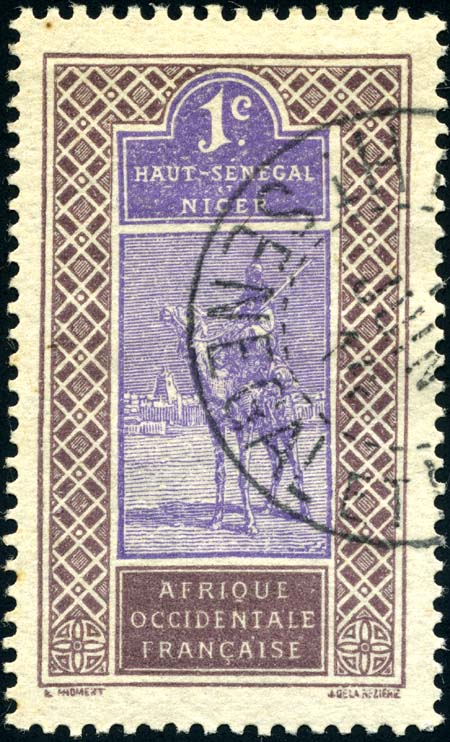
Cavalier Targui

Avant 1959, la colonie qui allait devenir le Mali a porté plusieurs noms, modifications visibles sur les timbres utilisés.
De 1894 à 1902, la colonie du Soudan français utilise les émissions générales des colonies françaises (types Alphée Dubois et Groupe) portant le nom de la colonie. En 1903, les timbres au type Groupe portent désormais la mention « SÉNÉGAMBIE ET NIGER », nouveau nom de la colonie.
En 1906, de nouveaux timbres sont émis avec la mention « Haut-Sénégal et Niger » avec des illustrations variées :
- personnalités coloniales : le général Faidherbe et le gouverneur-général Noël Ballay en 1906,
- un cavalier Targui en 1914.

Tous les timbres ci-dessus de cette colonie avec ses dénominations successives sont devenus peu communs sur lettres, jusqu'en 1920.
En 1920, le Haut-Sénégal et Niger redevient le Soudan français et certaines de ses régions servent à créer la Haute-Volta et le Niger. Les timbres au type cavalier Targui servent surchargés dans ces trois colonies jusqu'à la fin des années 1920. De 1931 à 1944, les sujets sont l'exposition coloniale de 1931, Pierre et Marie Curie, l'explorateur René Caillié ou l'anniversaire de la prise de la Bastille. Néanmoins, ce sont les trois types de l'émission de 1931 qui perdurent et qui représentent :
- une laitière peul,
- la porte de la résidence de Djenné,
- et un batelier sur le fleuve Niger.

De 1944 à 1959, ce sont les émissions communes de l'Afrique-Occidentale française qui servent au Soudan français.

## Histoire postale depuis 1959
En 1959 et début 1960 sont émis neuf timbres au nom de l'éphémère Fédération du Mali composée du Sénégal et du Soudan français. Ils représentent les symboles de la Fédération pour le premier, une série sur les poissons et une émission commune avec quelques autres anciennes colonies françaises d'Afrique. Mais rapidement des tensions se font jour entre les deux États de la nouvelle fédération. Le Sénégal fait alors sécession, tandis que l'ancien Soudan conserve pour lui-seul le nom de Mali, ainsi que l'usage des timbres restants de la Fédération. 
Ces timbres de la défunte fédération restent rares sur lettre, d'autant plus
qu'en 1961, le stock restant en sera surchargé « RÉPUBLIQUE DU MALI ».
Les deux premiers timbres définitifs de la République du Mali représentent les présidents Mamadou Konaté et Modibo Keïta, et un troisième célèbre l'anniversaire de l'indépendance.
Les timbres du Mali ont représenté des sujets locaux : activités économiques, faune et flore, traditions. Très tôt des sujets internationaux apparaissent : Jeux olympiques, anniversaire de présidents des États-Unis. Dès 1964, la prévention contre l'invasion de criquets fait l'objet d'une émission de trois timbres.
[à compléter pour les productions récentes]